# Metro w Manili

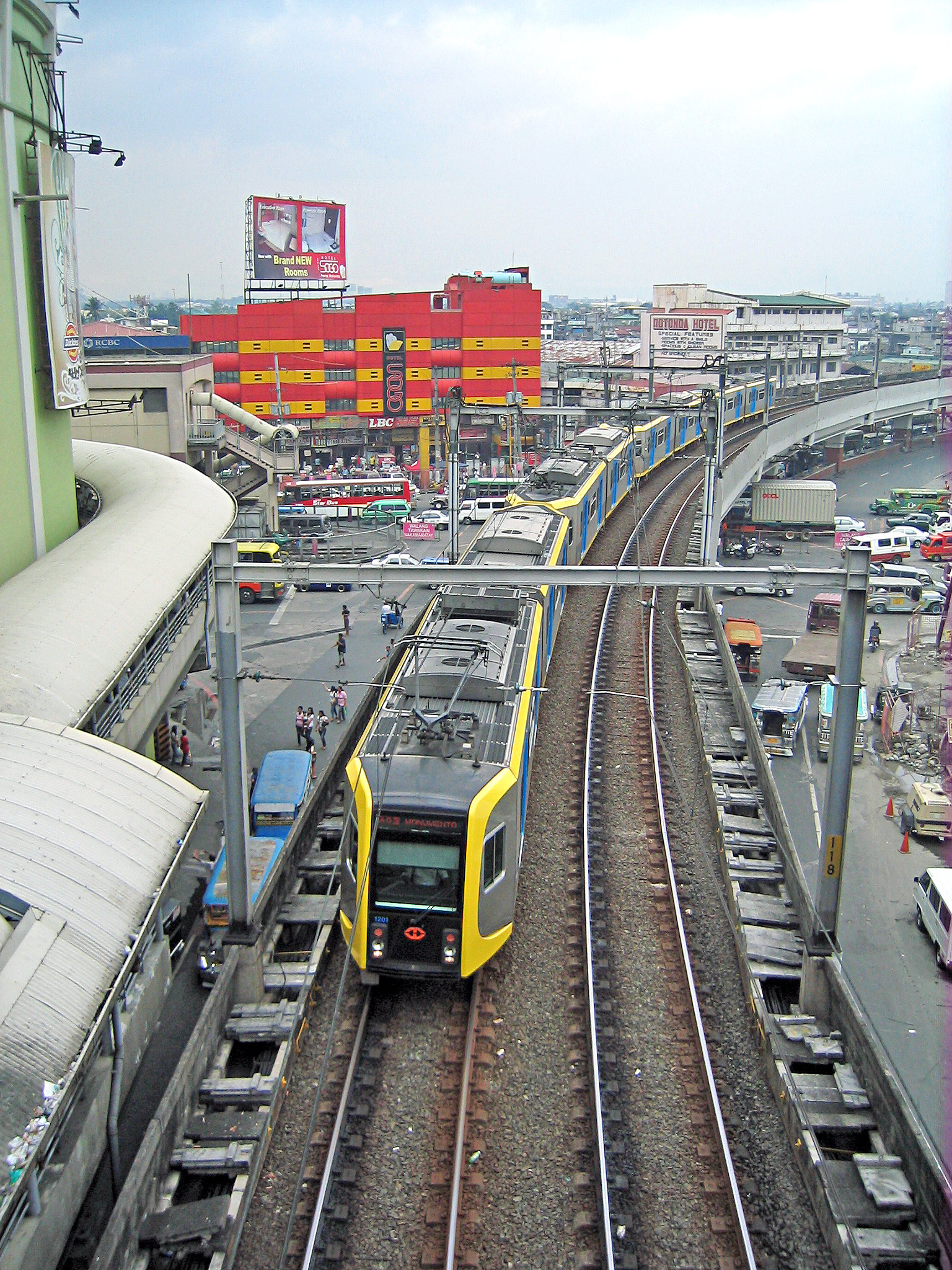
Pociąg metra na linii LRT 1

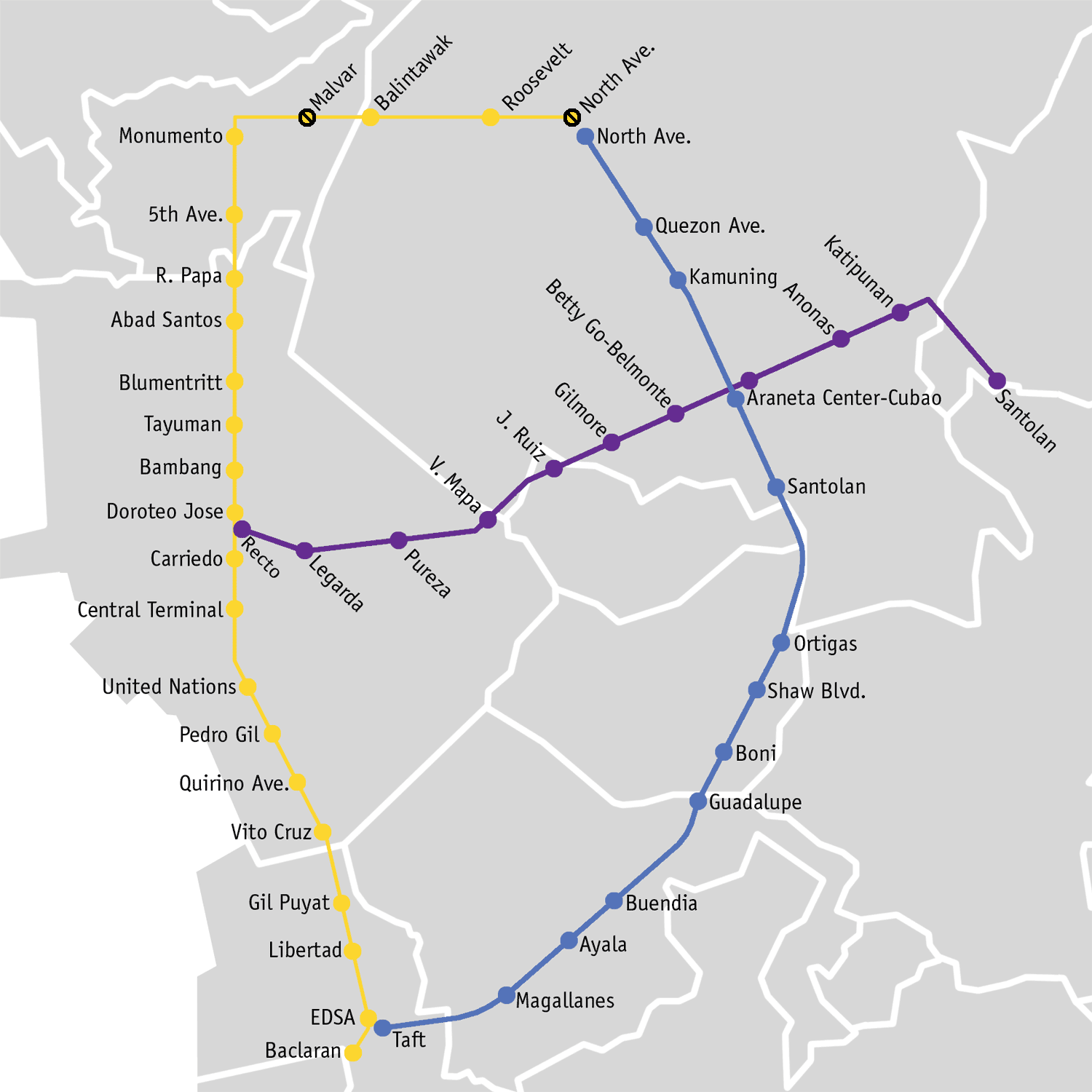
Mapa linii metra

Metro w Manili − system metra w Manili na Filipinach.

## Historia
Manila miała system tramwajowy, ale w 1945 r. to został zniszczony w bitwie manilskiej.
Pierwszą linię oznaczoną LRT 1 na trasie Baclaran - Central Terminal otwarto 1 grudnia 1984 o długości 7 km. W 12 maja 1985 otwarto przedłużenie ze stacji Central Station do Monumento o długości 8 km. Drugą linię oznaczoną MRT 3 na trasie North - Buendia 16 grudnia 1999. Linię tę przedłużono 20 lipca 2000 od Buendia do Taft. Trzecia linia zaznaczona MRT 2 na trasie Santolan - Cubao 05 kwietnia 2003. Linie tą przedłużano jeszcze 2 razy:
- 5 kwietnia 2004: Cubao - Legarda (4,2 km)
- 29 października 2004:  Legarda - Recto

W 2010 otwarto dwa nowe odcinki linii LRT 1:
- 22 marca: Monumento - Balintawak
- 22 października: Balintawak - Fernando Poe Jr.

W 2024 otwarto pięć nowe odcinki linii LRT 1:
- 16 listopada: Redemptorist - Dr. Santos

## Sieć metra
Obecnie sieć składa się z trzech linii:
- LRT 1 (linia żółta): Dr. Santos − Fernando Poe Jr., długość 43,5 km, 25 stacji
- MRT 2 (linia purpurowa):  Antipolo − Recto, długość 17,6 km, 13 stacji
- MRT 3 (linia niebieska): North Avenue − Taft Avenue, długość 16,8 km, 13 stacji

Planowana jest rozbudowa LRT 1, MRT 2, a także budowa nowej linii MRT 7. Linie metra są częściowo zbudowane nad powierzchnią ziemi na estakadach.
Wszystkie linie metra w Manili są częścią Strong Republic Transit System (SRTS), systemu tranzytowego, który obejmuje linie Philippine National Railways (PNR).

## Tabor
Na linii MRT 3 są eksploatowane składy wagonów tramwajowych produkcji Czeskiej firmy ČKD typu Tatra RT8M.